# Onthophagus furcifer
Onthophagus furcifer är en skalbaggsart som beskrevs av Karl Henrik Boheman 1860. Onthophagus furcifer ingår i släktet Onthophagus och familjen bladhorningar. Inga underarter finns listade i Catalogue of Life.